# Kamikaze (album Eminema)
Kamikaze (stylizowany zapis KAMIKAZƎ) – dziesiąty album Eminema wydany 31 sierpnia 2018 roku nakładem wytwórni Aftermath Entertainment, Interscope Records i Shady Records.
Nagrania w Polsce uzyskały certyfikat platynowej płyty.

## Lista utworów
Na podstawie źródeł:
| Nr  | Tytuł utworu                          | Tekst | Producent                                             | Długość |
| --- | ------------------------------------- | --- | ----------------------------------------------------- | ------- |
| 1.  | „The Ringer”                          | Marshall Mathers • Ray Fraser • Matthew Jacobson • Katorah Marrero • Luis Resto • Ronald Spence, Jr.                                               | Illa Da Producer • Ronny J • Eminem                   | 5:37    |
| 2.  | „Greatest”                            | Jordan Carter • Kendrick Duckworth • Asheton Hogan • Jordan Jenks • Mathers • Jeremy Miller • Anthony Tiffith • Michael Williams II • Symere Woods | Mike Will Made It • Jeremy Miller                     | 3:46    |
| 3.  | „Lucky You” (gościnnie Joyner Lucas)  | Ray Fraser • Gary Lucas • Mathers • Matthew Samuels • Jahaan Sweet                                                                                 | Boi-1da • Illa da Producer • Eminem • Jahaan Sweet    | 4:04    |
| 4.  | „Paul” (skit)                         | Paul Rosenberg | Eminem                                                | 0:35    |
| 5.  | „Normal”                              | Erik Bodin • Fraser • Larry Griffin, Jr. • Mathers • Yukimi Nagano • Maurice Nichols • R. Sheldon • Fredrik Wallin • Håkan Wirenstrand             | Swish Allnet • Illa da Producer • LoneStarrMuzik • S1 | 3:42    |
| 6.  | „Em Calls Paul” (skit)                | Mathers | Eminem                                                | 0:49    |
| 7.  | „Stepping Stone”                      | Mathers • Luis Resto • Mario Resto | Eminem • Luis Resto                                   | 5:09    |
| 8.  | „Not Alike” (gościnnie Royce da 5'9") | Brytavious Chambers • Mathers • Ryan Montgomery • Spence, Jr.                                                                                      | Eminem • Tay Keith • Ronny J                          | 4:48    |
| 9.  | „Kamikaze”                            | Bobby Ervin • Mathers • Dwayne Simon • James Smith • Timothy Suby                                                                                  | Eminem • Suby                                         | 3:36    |
| 10. | „Fall”                                | BJ Burton• Mathers • L. Resto • Justin Vernon • Williams                                                                                           | Mike Will Made It • Eminem                            | 4:22    |
| 11. | „Nice Guy” (gościnnie Jesse Reyez)    | Fred Ball • L. Griffin, Jr. • Mathers • L. Resto • Jessica Reyez                                                                                   | Ball • S1 • Eminem                                    | 2:30    |
| 12. | „Good Guy” (gościnnie Jessie Reyez)   | Norio Aono • Fraser • Lisa Gomamoto • Mathers • Reyez • Yutaka Yamada                                                                              | Eminem • Illa Da Producer                             | 2:22    |
| 13. | „Venom”                               | Mathers • Luis Resto | Eminem • Luis Resto                                   | 4:29    |
|     |                                       | |                                                       | 45:49   |

### Sample i interpolacje
- Utwór "The Ringer" zawiera interpolacje z utworu "Ooouuu" którego autorem jest Young M.A[8].
- Utwór "Greatest" zawiera interpolacje z utworów "Humble", którego autorem jest Kendrick Lamar[9] oraz "Woke Up Like This", którego autorami są Lil Uzi Vert oraz Playboi Carti[8].
- Utwór "Normal" zawiera sample z utworu "Seconds", którego autorem jest zespół Little Dragon[10].
- Utwór "Kamikaze" zawiera sample z utworu "I'm Bad", którego autorem jest LL Cool J[8].
- Utwór "Good Guy" zawiera sample z coveru utworu "Glassy Sky" z serialu anime Tokyo Ghoul[11], który wykonuje Donna Burke[12].